# Moritz af Hessen-Kassel
 Ikke at forveksle med Moritz af Hessen.
Moritz (25. maj 1572 – 15. marts 1632), også kaldet Moritz den Lærde (tysk: Moritz der Gelehrte), var den anden landgreve af Hessen-Kassel fra 1592 til sin abdikation i 1627. Han var søn af Landgreve Vilhelm den Vise af Hessen-Kassel og Sabine af Württemberg.